# سیمونا بانیفیس
سیمونا بانیفیس (انگلیسی: Symona Boniface؛ 
 ۵ مارس ۱۸۹۴ – ۲ سپتامبر ۱۹۵۰) بازیگر اهل ایالات متحده آمریکا بود.
از فیلم‌هایی که وی در آن نقش داشته‌است، می‌توان به بی‌رنج گنج میسر نمی‌شود، گیلدا، برادر کوچولو، بانوی مرموز، آرسن لوپن، زحمت را کم کن، کنت مونت کریستو، یک شب عشق، برادوی بیل، شانگهای، آخرین روزهای پمپی، ماری‌جوانا، نینوتچکا، زن سال، بوسه، نمایش مردم، تارزان بی‌باک، ویلسون، خانم پارکینگتون، گمشده در حرم، داستان جولسون، فرشته و راهزن، قاتل مادرزاد، ژان دارک، بین نیمه‌شب و سپیده‌دم و ملاقات با خطر اشاره کرد.